# Jean Gale
Pour l’article homonyme, voir Gale (homonymie).
Jean Gale née Lenore Gilmartin, (13 septembre 1912 - 26 septembre 1974), est une comédienne dans le Vaudeville sur les scènes de Broadway entre 1924 et 1936 et une actrice américaine de cinéma entre 1934 et 1940.

## Biographie
Née en 1912 à San Francisco, Jean naît dans une fratrie composée de deux paires de jumelles qui feront toutes carrière dans le divertissement, sous le même nom de scène. La jumelle de Jean s'appelle Joan née Lorraine, puis  Jane née Helen, la jumelle de June née Doris. Dès 1924, les sœurs sont sur les planches et jouent des comédies de Maurice de Féraudy. Bien qu'elles ne soient pas quadruplet comme il a été notifié par erreur dans la presse, elles forment le groupe théâtral Les quadruplets Gale et apparaissent, très tôt dans les comédies musicales de type vaudeville à Broadway entre 1924 et 1936, dont deux veritables succès : Flying High (en) en 1930 qui fera l'objet d'un film et Le scandale de George White en 1935.
Remarquée pour ses performances,  Jean se voit proposer un rôle par la Paramount Studio, dans Bottoms Up en 1934, aux côtés de  Spencer Tracy. Puis, elle fait partie la même année, de la promotion des Baby Stars de la Western Associated Motion Picture Advertisers (WAMPAS), dernière année de l'attribution du titre, avec les starlettes Dorothy Drake, Gigi Parrish et Helen Cohan. Elle tourne dans deux autres films comme A Star Is Born en 1937 puis dans Girl from Avenue A en 1940. Malheureusement, de ses quatre films, seul Hollywood on Parade No. B-13 lui sera crédité.
Jean Gale décède à San Francisco en 1974 à l'âge de 62 ans.

## Filmographie[1]
- 1934 Hollywood on Parade No. B-13, Baby Star, réalisé par Louis Lewyn
- 1934 Bottoms Up, (non crédité), réalisé par David Butler
- 1937 A Star Is Born, (non crédité), réalisé par William A. Wellman
- 1940 Girl from Avenue A, (non crédité), réalisé par Otto Brower